# Maronitisches Patriarchat von Antiochien

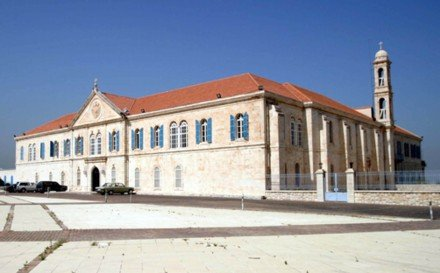
Sitz des Patriarchats in Bkerke

Das Maronitische Patriarchat von Antiochien (lateinisch Patriarchatus Antiochenus Maronitarum; arabisch البطريركية الأنطاكية السريانية المارونية, DMG al-Baṭriyarkīya al-Anṭākīya as-Siryānīya al-Mārūnīya) ist das in Libanon gelegene Patriarchat der maronitischen Kirche mit Sitz in Bkerke. Nach der Vertreibung der Maroniten von Antiochien war der Sitz lange Zeit in Batroun und danach abwechselnd in verschiedenen maronitischen Klöstern im Libanon.

## Der Patriarch
Der Maronitische Patriarch von Antiochien und des ganzen Orients ist zugleich Oberhaupt der maronitischen Kirche.

### Kleidung
Die Patriarchen tragen, wie die maronitischen Mönche, eine Mütze, die als Escime bezeichnet wird, darüber einen Tabieh. Der Tabieh unterscheidet sich äußerlich von denen der maronitischen Bischöfe. Als Oberbekleidung für nichtreligiöse Auftritte in der Öffentlichkeit trägt der Patriarch ein schwarz-seidenes Gewand mit purpurrotem Futter bzw. Unterbekleidung.

### Titel
Der Patriarch trägt den Titel: Seine Seligkeit der maronitische Patriarch von Antiochien und des Ganzen Ostens. Alle maronitischen Patriarchen von Antiochien tragen zu Ehren des hl. Petrus den arabisch-aramäischen Namen Boutros, griechisch Petros, französisch Pierre.

### Rom und Bkerke
Die maronitischen Patriarchen sind, meist in jüngerer Zeit, als Vertreter der maronitischen Kirche zu Kardinälen kreiert worden. Die maronitische Kirche besitzt ein eigenständiges Kirchenrecht und feiert die Messen nach dem antiochenischen Ritus, teilt aber gemeinsam die Lehre der katholischen Kirche. Der Patriarch kann eigene Synoden einberufen. Zwei wichtige Synoden sind in den Jahren 1736 und 2003 einberufen worden.

### Rolle des maronitischen Patriarchen
Die maronitischen Patriarchen spielen in der libanesischen Politik eine gewichtige Rolle. Sowohl in der Zeit der osmanischen Besetzung als auch in der heutigen Politik fällt den maronitischen Patriarchen durch die politische Situation eine wichtige politische Rolle zu. Unter der osmanischen Besetzung war er der Ansprechpartner der Osmanen für politische Belange der Christen. Der Patriarch Elias Hoyek hat nach dem Ende der osmanischen Besetzung die Unabhängigkeit des Libanons betrieben. Die maronitische Identität ist eng mit der Identität des Libanons verbunden. Heute hat durch die schwierige politische Lage des Libanons, d. h. durch einen pro-syrischen Staatspräsidenten, der noch von den Syrern eingesetzt wurde und dem der Rückhalt unter den Maroniten fehlt, sowie dem Fehlen einer einheitlichen politischen maronitischen Klasse, der Patriarch eine Schlüsselrolle bei politischen Entscheidungen. Viele ausländische Staatsgäste und Botschafter, aber auch libanesische Politiker aller Konfessionen, besuchen den Patriarchen zwecks Konsultationen in seinem Amtssitz. Aufgrund der Tatsache, dass der Patriarchensitz im Libanon liegt, dass er die maronitische Kirche repräsentiert, jener Kirche, die im Libanon die meisten Gläubigen vertritt, besitzt der Patriarch einige Freiheiten und eine Unabhängigkeit, die die Patriarchen der anderen im Libanon vertretenen Kirchen nicht haben.